# بخش ساتن، شهرستان میگس، اوهایو
بخش ساتن (به انگلیسی: Sutton Township) یک منطقهٔ مسکونی در ایالات متحده آمریکا است که در شهرستان میگس، اوهایو واقع شده‌است.
 بخش ساتن ۸۱٫۷ کیلومتر مربع مساحت و ۳٬۲۵۰ نفر جمعیت دارد و ۱۷۵ متر بالاتر از سطح دریا واقع شده‌است.